# Туннель (телесериал, 2011)
«Тунне́ль» (англ. The Tunnel, фр. Tunnel) — британско-французский телесериал, который является адаптацией шведско-датского телесериала «Мост» 2011 года. Стивен Диллэйн и Клеманс Поэзи играют детективов, которые расследуют убийство, совершённое на британско-французской границе — Евротоннеле. Премьера телесериала состоялась на канале Sky Atlantic в Великобритании 16 октября 2013 года и на канале Canal+ во Франции 11 ноября того же года.
В феврале 2015 года Canal+ и Sky Atlantic объявили о начале съёмок второго сезона в марте того же года. Сюжет сезона вращается вокруг падения авиалайнера в Ла-Манш. Премьера второго сезона с подзаголовком «Саботаж» состоялась 7 марта 2016 года на Canal+ во Франции. Британская премьера должна была состояться 5 апреля 2016 года, однако была перенесена на неделю в связи с терактами в Брюсселе 22 марта 2016 года. Премьера в Великобритании состоялась 12 апреля 2016 года и на сервисе видео-по-запросу канала Sky Atlantic.
В январе 2017 года сериал был продлён на третий и финальный сезон. Съёмки сезона под заголовком «Месть» начались в марте 2017 года. Все эпизоды стали доступны на Sky Atlantic 14 декабря 2017 года. Французская премьера на Canal+ состоялась 4 июня 2018 года.

## Сюжет
В Евротоннеле, соединяющем Великобританию и Францию, серийный убийца оставляет верхнюю часть тела известной французской политической деятельницы и нижнюю часть тела проститутки-англичанки. Расследование этого дела сводит вместе двух детективов — англичанина Карла Робака и француженку Элиз Вассерман.

## В ролях
- Стивен Диллэйн — главный детектив-инспектор Карл Робак
- Клеманс Поэзи — инспектор Элиз Вассерман
- Энджел Колби — Лора Робак
- Джек Лауден — Адам Робак (сезон 1)
- Индия Риа Амартейфио — Майя Робак (сезон 3)
- Тибо де Монталембер — Оливье Пуйоль
- Седрик Виейра — Филипп Виот
- Тибо Эврар — Гаэль
- Уильям Эш — детектив Болеслав «Биби» Боровский (сезоны 2—3)
- Джульетта Нэвис — Луиза Ренар (сезоны 2—3)
- Фанни Лёран — Жюли
- Джеймс Фрейн — Джон Самнер / Киран Эштон (сезон 1)
- Джозеф Моул — Стивен Бомон (сезон 1)
- Кили Хоус — Сьюзен Бомон (сезон 1)
- Жанна Балибар — Шарлотта Жубер (сезон 1)
- Эд Скрейн — Энтони Уолш (сезон 1)
- Каталина Денис — Вероника (сезон 1)
- Миа Гот — Софии Кэмпбелл (сезон 1)
- Том Бейтман — Дэнни Хиллиер (сезон 1)
- Лаура Де Бур — Эрика Кляйн (сезон 2)
- Эмилия Фокс — Ванесса Гамильтон (сезон 2)
- Ханна Джон-Кеймен — Роза Персо (сезон 2)
- Кларк Питерс — Сонни Персо (сезон 2)
- Пол Шнайдер — Коба/Артём Батурин (сезон 2)
- Шерон Руни — Кики Стоукс (сезон 3)

## Эпизоды
| Сезон | Сезон | Эпизоды | Оригинальная дата показа | Оригинальная дата показа | Телеканал    |
| Сезон | Сезон | Эпизоды | Премьера сезона          | Финал сезона             | Телеканал    |
| ----- | ----- | ------- | ------------------------ | ------------------------ | ------------ |
|       | 1     | 10      | 16 октября 2013          | 18 декабря 2013          | Sky Atlantic |
|       | 2     | 8       | 7 марта 2016             | 28 марта 2016            | Canal+       |
|       | 3     | 6       | 14 декабря 2017          | 14 декабря 2017          | Sky Atlantic |

## Отзывы критиков
На Rotten Tomatoes первый сезон держит 83% «свежести» на основе 6 рецензий со средним рейтингом 6,3/10. На сайте-агрегаторе Metacritic первый сезон получил 69 баллов из ста на основе 12 «в общем положительных» отзывах.